# Teucholabis (Teucholabis) wilhelminae
Teucholabis (Teucholabis) wilhelminae is een tweevleugelige uit de familie steltmuggen (Limoniidae). De soort komt voor in het Neotropisch gebied.